# Ortopla iarbasalis
Ortopla iarbasalis là một loài bướm đêm trong họ Noctuidae.